# Impact Winter
Impact Winter (с англ. — «импактная зима») — симулятор выживания, разработанный Mojo Bones и изданный Bandai Namco Entertainment Europe 23 мая 2017 года.

## Игровой процесс
Impact Winter является симулятором выживания в мире, погрузившемся в ледниковый период вследствие глобальной катастрофы. Игрок управляет лидером группы выживших, состоящей из четырёх человек, и должен продержаться 30 дней в полуразрушенной церкви до прибытия помощи.
Каждый член команды обладает специальными навыками, — например, кулинария, знание механизмов или защита от грабителей. Задача главного героя — исследовать окрестности в поисках ресурсов совместно с дроидом-помощником Ako-light. Протагонист должен искать топливо для костра — например, мебель или канистры с топливом, — еду, воду и энергию для дроида, а также следить за моралью команды. Время от времени в игре происходят случайные события — например, нападение волков. Кроме того, члены команды могут давать задания, выполнение которых ускорит прибытие спасателей; при этом игрок не успеет выполнить все задания и будет вынужден расставлять приоритеты. Решения игрока влияют на ход истории.

## Сюжет
На Землю упал астероид, который уничтожил большую часть населения и вызвал новый ледниковый период. Главный герой игры, Якоб Соломон, — один из немногих, кто выжил в глобальной катастрофе. Вместе с тремя другими выжившими он пытается спастись в покинутой церкви. Его дроид Ako-Light получает сообщение, что помощь придёт через 30 дней.

## Разработка
В октябре 2014 года студия Mojo Bones на сайте Kickstarter начали акцию по привлечению средств для своей игры. Целью компании был сбор 95 тысяч долларов, однако к концу сборов удалось собрать только 21 тысячу.
30 ноября 2016 года был объявлен издатель игры — Bandai Namco Entertainment Europe. Выход игры планировался на 23 апреля 2017 года, но позже был перенесён на 23 мая 2017 года.

## Критика
Игра получила смешанные отзывы критиков, средний балл на Metacritic составляет 63 из 100. Александр Логинов из GameMAG оценил игру в 6 баллов из 10, заключив: «Impact Winter выглядит как множество похожих симуляторов выживания, выделяясь только необычным снежным сеттингом и достаточно симпатичной графикой». Он отметил монотонность игрового процесса и огромное количество багов, посоветовав «пропустить эту интересную, но слишком сырую и недоделанную игру».